# موريسيو جوجيلمين
موريسيو جوجيلمين (بالبرتغالية: Maurício Gugelmin‏) مواليد 20 أبريل 1963 في البرازيل، هو سائق فورملا 1 برازيلي سابق بدأ مسيرته الاحترافية سنة 1988. كان أول سباق له هو جائزة البرازيل الكبرى 1988. خاض خلال مسيرته 80 سباقاً.

## سباقات شارك فيها
- البطولة الأمريكية لسباق السيارات
- بطولة فورمولا 3 البريطانية

## روابط خارجية
- موريسيو جوجيلمين على موقع Racing-Reference.info (الإنجليزية)
- موريسيو جوجيلمين على موقع DriverDB.com (الإنجليزية)